# Premio Pólya (LMS)
Este artículo es sobre el Premio Pólya otorgado por la Sociedad Matemática de Londres. Para el premio del mismo nombre otorgado por la Society for Industrial and Applied Mathematics, véase Premio Pólya (SIAM). 
El Premio Pólya es un premio en matemáticas, otorgado por la Sociedad Matemática de Londres. Se lo entregó por primera vez en 1987, el premio es nombrado en honor al matemático húngaro George Pólya quien fue miembro de la sociedad por más de 60 años.
El premio se otorga "en reconocimiento a la creatividad en pendientes, imaginativa exposición de, o distinguida contribución a las matemáticas en el Reino Unido". 
No se puede entregar a ninguna persona que haya recibido la Medalla De Morgan.

## Galardonados[1]
- 1987: John Horton Conway
- 1988: C. T. C. Wall
- 1990: Graeme B. Segal
- 1991: Ian G. Macdonald
- 1993: David Rees
- 1994: David Williams
- 1996: David Edmunds
- 1997: John Hammersley
- 1999: Simon Donaldson
- 2000: Terence Lyons
- 2002: Nigel Hitchin
- 2003: Angus Macintyre
- 2005: Michael Berry
- 2006: Peter Swinnerton-Dyer
- 2008: David Preiss
- 2009: Roger Heath-Brown
- 2011: E. Brian Davies
- 2012: Dan Segal
- 2014: Miles Reid
- 2015: Boris Zilber
- 2017: Alex Wilkie
- 2018: Karen Vogtmann
- 2020: Martin W. Liebeck